# Melaleuca lanceolata
Melaleuca lanceolata là một loài thực vật có hoa trong Họ Đào kim nương. Loài này được Otto mô tả khoa học đầu tiên năm 1821.

## Hình ảnh

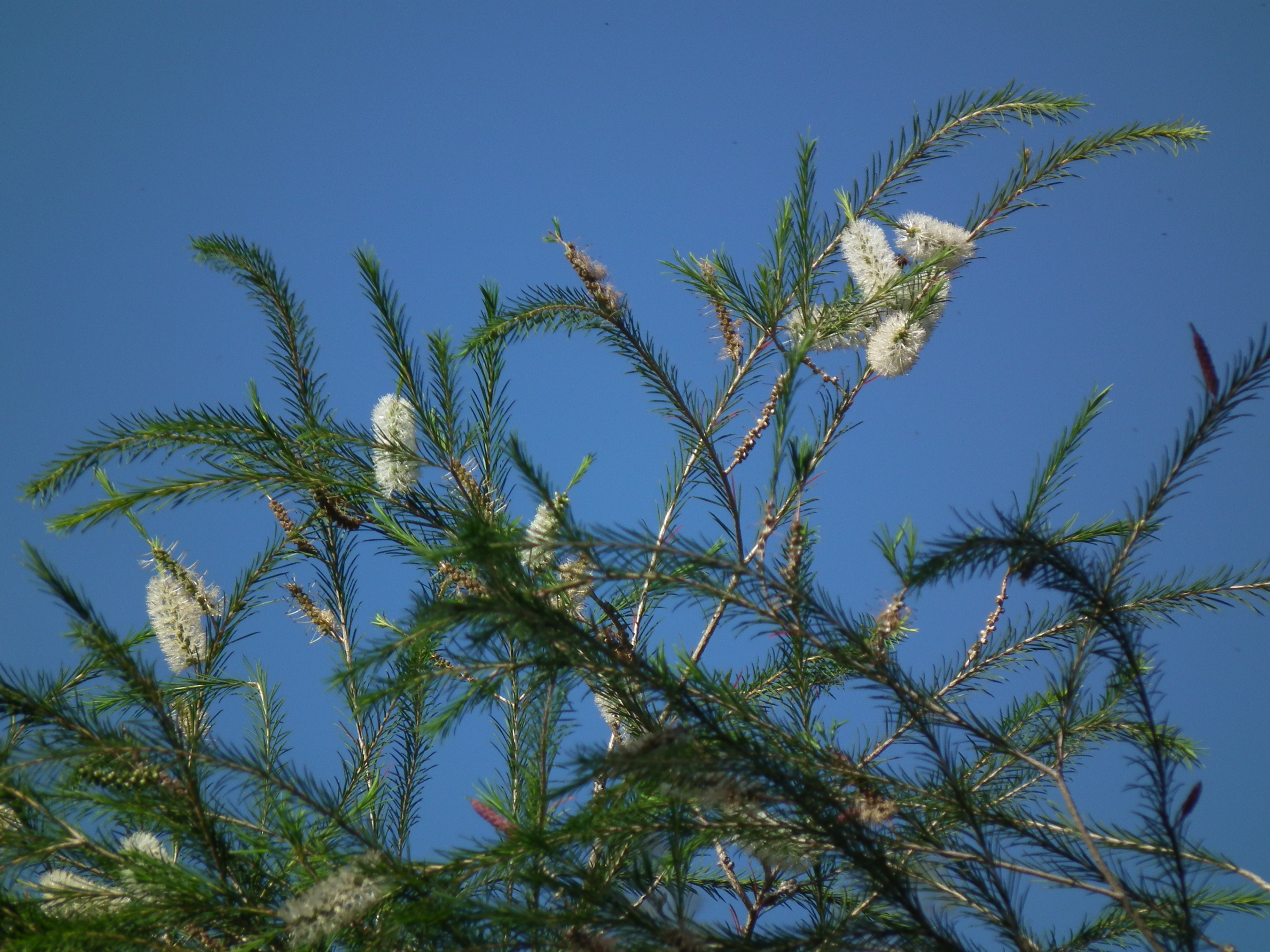